# Panthenol
Panthenol (còn được gọi là pantothenol) là chất tương tự rượu của axit pantothenic (vitamin B5), và do đó là một loại tiền vitamin B5. Trong các sinh vật, nó nhanh chóng bị oxy hóa thành axit pantothenic. Nó là một chất lỏng trong suốt nhớt ở nhiệt độ phòng. Panthenol được sử dụng như một loại kem dưỡng ẩm và để cải thiện khả năng chữa lành vết thương trong dược phẩm và mỹ phẩm.

## Công dụng

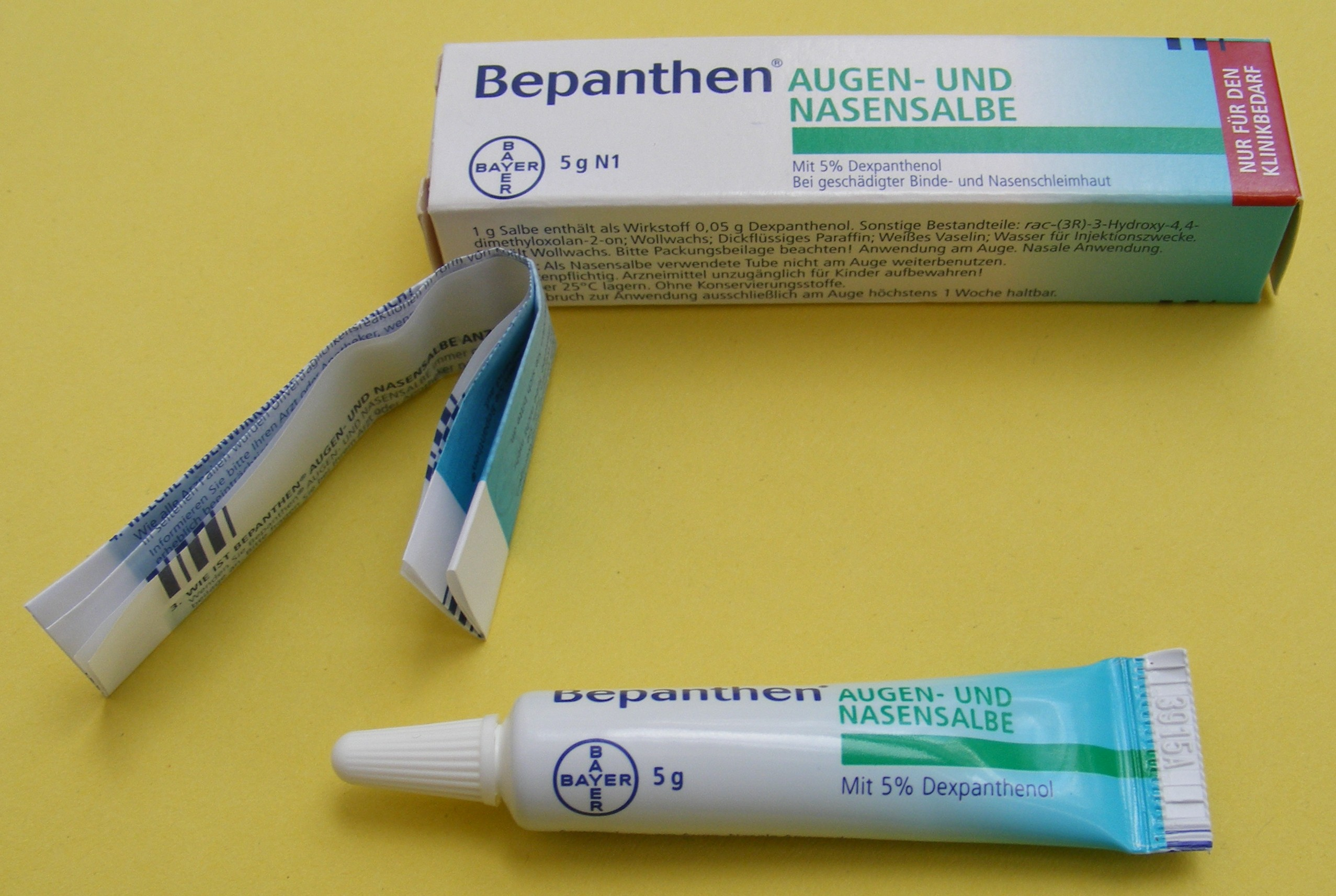
Thuốc mỡ mắt và mũi (Đức)

Trong dược phẩm, mỹ phẩm và các sản phẩm chăm sóc cá nhân, panthenol là một loại kem dưỡng ẩm và giữ ẩm, được sử dụng trong thuốc mỡ, nước thơm, dầu gội, thuốc xịt mũi, thuốc nhỏ mắt, viên ngậm và dung dịch làm sạch cho kính áp tròng.
Trong thuốc mỡ, nó được sử dụng để điều trị bỏng nắng, bỏng nhẹ, tổn thương và rối loạn da nhẹ (ở nồng độ lên tới 2 đến 5%). Nó cải thiện hydrat hóa, giảm ngứa và viêm da, cải thiện độ đàn hồi của da và tăng tốc độ chữa lành vết thương biểu bì. Đối với mục đích này, đôi khi nó được kết hợp với allantoin.
Nó liên kết với trục của tóc dễ dàng; vì vậy, nó là thành phần phổ biến của dầu gội thương mại và dầu xả tóc (ở nồng độ 0,1 đến 1%). Nó phủ lên tóc và làm kín bề mặt của nó, bôi trơn thân tóc và mang lại vẻ bóng mượt.
Nó cũng được các nghệ sĩ xăm hình khuyên dùng như một loại kem dưỡng ẩm sau khi xăm.